# Кедровка (Шалинский муниципальный округ)
Кедровка — деревня в Шалинском районе Свердловской области России. Входит в Шалинский муниципальный округ.
Ранее деревня входила в состав Рощинского сельсовета Шалинского района.

## География
Деревня Кедровка расположена в 40 километрах к северо-западу от посёлка Шаля (в 76 километрах по автодороге), в лесной местности, на правом берегу реки Сылвы, в устье правого притока — реки Кедровки.

## Население
| 2002 | 2010 | 2021 |
| ---- | ---- | ---- |
| 24   | ↘4   | ↘1   |